# Euplexia albirena
Euplexia albirena är en fjärilsart som beskrevs av Alfred Ernest Wileman 1914. Euplexia albirena ingår i släktet Euplexia och familjen nattflyn. Inga underarter finns listade i Catalogue of Life.